# نادي فادوتس
نادي فادوز لكرة القدم (بالألمانية: FC Vaduz) نادي كرة قدم ليختنشتايني يلعب في دوري التحدي السويسري . تم تأسيس النادي في سنة 1932 .